# Château de Châteauvieux (Seynod)
Pour les articles homonymes, voir Château de Châteauvieux.
Le château de Châteauvieux est une ancienne maison forte du XIIIe siècle, qui se dresse sur la commune de Seynod une commune française, dans le département de la Haute-Savoie et la région Auvergne-Rhône-Alpes.

## Situation
Le château est implanté sur une butte naturelle qui culmine à 600 m d'altitude, à proximité du hameau de Vergloz.
Au levant, il surveillait la route de Chambéry à Annecy par Vieugy et Loverchy; au couchant, il contrôlait l'embranchement qui quittait cette route à Vieugy pour se diriger vers Seynod et qui passait juste devant son entrée.

## Historique
Le château dont l'origine nous reste inconnu est au XIIIe siècle possession de la famille de Genève.
Amédée III de Genève, en 1375 et 1385, inféode Châteauvieux à Pierre de Genève-Lullin.
En 1545, Angélique de Genève, fille de Jean de Genève, seigneur de Boringe, apporte en dot ses parts des seigneuries de Châteauvieux et de Seynod à son mari Henri Pelard, maître auditeur à la chambre des comptes d'Annecy. En 1551, ce dernier acquiert les parts détenues par Jacques, le frère d'Angélique, et devint seigneur de Seynod le 16 juin 1576. Il reconstruit le château et lui transfère le nom de son château de Châteauvieux d'Alby.
Par un édit du 22 novembre 1698, Châteauvieux passe à Charles Joseph Lucas, seigneur d'Aléry, qui en reçoit inféodation avec les paroisses de Vieugy, Meythet, Gevrier, Loverchy. Les terres, réunies à celle d'Aléry, sont érigées le 26 mai 1699 en comté.
Le 9 novembre 1699, Jean Michel Pelard le rachète. En 1731, Jean Baptiste Pelard le vend à Claude Antoine de Maréschal de Luciane. Par mariage, il passe à la famille Buttet de Tresserves et en 1769 ou 1770, Paul Joseph Biord, président du Sénat de Savoie et frère de l'évêque d'Annecy, en fait l'acquisition. Fait comte en 1776, arrêté sous la Terreur, il meurt en prison en 1794. Ses biens ayant été confisqués et les tours de Châteauvieux seront découronnées. Depuis, de nombreux propriétaires se sont succédé.

## Description
Une haute tour ronde domine l'ensemble. On pénètre dans la cour par un porche surmonté d'un écusson daté de 1593 aux armes des Pelard ; à droite après avoir passé sous des arcades donnant accès à un petit jardin, un escalier permet d'atteindre l'étage. À mi-hauteur de ce dernier, sous une petite fenêtre, on peut voir un portrait de femme sculptée en relief. À l'intérieur, une cheminée de bois arbore les armes daté de 1594 des Pelard.
Deux tours tronquées dressent leurs ruines aux extrémités intérieures de Châteauvieux, devenu aujourd'hui le centre d'une exploitation rurale.
Une tour carrée, aujourd'hui isolée, se dresse au point culminant de la butte.
Le colombier était quant à lui éloigné de 800 m par rapport au château.